# Salon der Rahel Varnhagen

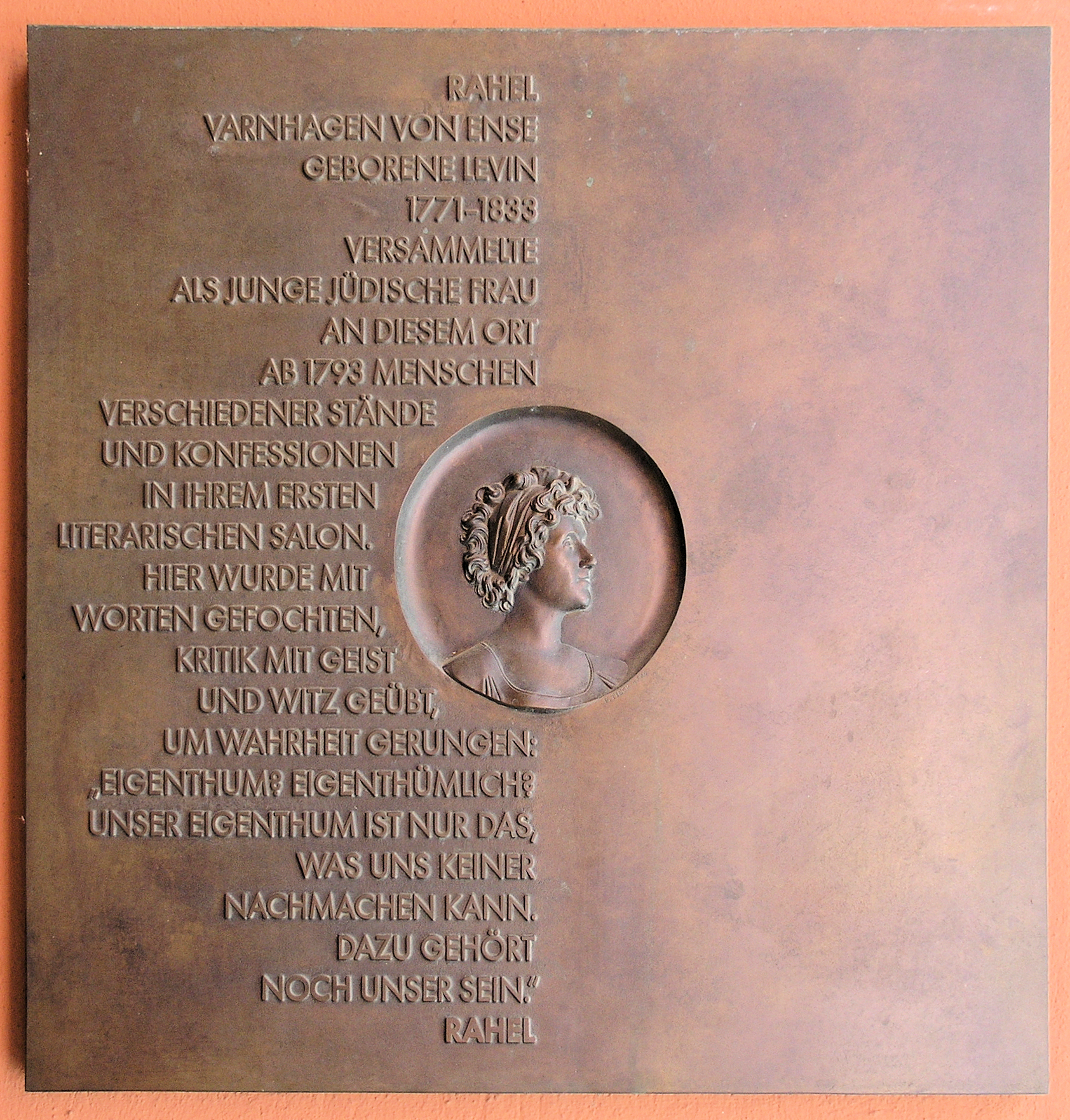
Gedenktafel am Haus Jägerstraße 54–55, in Berlin-Mitte, dem Ort des ersten Salons

Der Salon der Rahel Varnhagen – sie selbst nannte ihre geselligen Abende nicht mit diesem Begriff – wurde von ihr in zwei Etappen, ca. 1790–1806 als Salon der Rahel Levin, nach ihrer Heirat 1820–1833 in Berlin geführt.
Darin kamen Menschen unterschiedlicher Glaubensrichtung und Weltanschauung, verschiedener Stände sowie Dichter, Naturforscher, Politiker, Gesellschaftsgrößen und Aristokraten auf einer Ebene zusammen. Das Ideal der Geselligkeit förderte somit die Emanzipation. Berühmte Rahel-Gäste waren (in der Frühzeit) Jean Paul, Ludwig Tieck, Friedrich Schlegel, Wilhelm und Alexander von Humboldt, Friedrich de la Motte Fouqué, Prinz Louis Ferdinand und dessen Geliebte Pauline Wiesel, später Heinrich Heine, Fürst Hermann von Pückler-Muskau, Georg Wilhelm Friedrich Hegel, Eduard Gans und Bettina von Arnim.